# 第83回日劇學院賞
←第82回 - 第83回 - 第84回→
第83回日劇學院賞，針對2014年10月到12月在日本播出之秋季檔連續劇所做出的投票與評比。此季的最大嬴家為TBS電視台的《為了N》，共獲四項獎。此劇亦是日劇學院賞史上第三部平均收視率低於10%的最佳作品（前兩次為2003年第39回日劇學院賞《曼哈頓愛情故事》的7.2%和2011年第70回日劇學院賞《儘管如此也要活下去》的9.3%），為叫好不叫座的作品。
主演男優賞得主岡田准一以差距極大的票數勝出；助演女優賞得主滿島光的總得票數則約為第二位的三倍。

## 最優秀作品賞
1. 為了N
2. 今天不上班
3. 對不起青春！

- 讀者票：1.為了N；2.對不起青春！；3.信長協奏曲；4.今天不上班；5.軍師官兵衛
- 記者票：1.對不起青春！；2.為了N；3.今天不上班；4.信長協奏曲；5.軍師官兵衛
- 評審票：1.今天不上班；2.對不起青春！；3.Doctor-X～外科醫·大門未知子～3；4.軍師官兵衛；5.為了N；5.FIRST CLASS

## 主演男優賞
1. 岡田准一（軍師官兵衛）
2. 小栗旬（信長協奏曲）
3. 錦戶亮（對不起青春！）

- 讀者票：1.岡田准一（軍師官兵衛）；2.錦戶亮（對不起青春！）；3.小栗旬（信長協奏曲）
- 記者票：1.小栗旬（信長協奏曲）；2.岡田准一（軍師官兵衛）；3.錦戶亮（對不起青春！）
- 評審票：1.岡田准一（軍師官兵衛）；2.竹野內豐（出色的選TAXI）；3.錦戶亮（對不起青春！）

## 主演女優賞
1. 綾瀨遙（今天不上班）
2. 榮倉奈奈（為了N）
3. 米倉涼子（Doctor-X～外科醫·大門未知子～3）

- 讀者票：1.榮倉奈奈（為了N）；2.綾瀨遙（今天不上班）；3.米倉涼子（Doctor-X～外科醫·大門未知子～3）
- 記者票：1.綾瀨遙（今天不上班）；2.榮倉奈奈（為了N）；3.米倉涼子（Doctor-X～外科醫·大門未知子～3）
- 評審票：1.綾瀨遙（今天不上班）；2.米倉涼子（Doctor-X～外科醫·大門未知子～3）；3.石原聰美（Dear Sister）

## 助演男優賞
1. 洼田正孝（為了N）
2. 福士蒼汰（今天不上班）
3. 竹中直人（軍師官兵衛）

- 讀者票：1.窪田正孝（為了N）；2.藤谷太輔（信長協奏曲）；3.重岡大毅（對不起青春！）
- 記者票：1.窪田正孝（為了N）；2.福士蒼汰（今天不上班）；3.山田孝之（信長協奏曲）
- 評審票：1.竹中直人（軍師官兵衛）；2.玉木宏（今天不上班）；3.福士蒼汰（今天不上班）

## 助演女優賞
1. 滿島光（對不起青春！）
2. 柴咲幸（信長協奏曲）
3. 木村佳乃（FIRST CLASS 2）

- 讀者票：1.滿島光（對不起青春！）；2.柴崎幸（信長協奏曲）；3.小西真奈美（為了N）
- 記者票：1.滿島光（對不起青春！）；2.木村佳乃（FIRST CLASS 2）；3.宍戶卡芙卡（日语：シシド・カフカ）（FIRST CLASS 2）
- 評審票：1.滿島光（對不起青春！）；2.宍戶卡芙卡（日语：シシド・カフカ）（FIRST CLASS 2）；3.柴崎幸（信長協奏曲）

## 劇本賞
1. 宮藤官九郎（對不起青春！）
2. 笨蛋節奏（出色的選TAXI）
3. 奧寺佐渡子（為了N）

## 主題曲賞
1. 家入里歐《Silly》（為了N）
2. Mr. Children《腳步聲 ～Be Strong》（信長協奏曲）
3. 關西傑尼斯8《說不出來》（對不起青春！）

## 導演賞
1. 塚原亞由子、山本剛義、阿南昭宏（為了N）
2. 中島悟、狩山俊輔 （今天不上班）
3. 山室大輔（日语：山室大輔）、金子文紀、福田亮介 （對不起青春！）

## 特別賞
- 笨蛋節奏（了不起的選TAXI）

## 評審及記者評語
- 關於岡田准一：「岡田准一以青年時期的爽朗陽光和被監禁之後的強勢演技，精彩的詮釋出一個人物的一生。讓人感受到對角色的全身心投入」。
- 關於綾瀨遙：「能讓一個樸實不起眼的主角成立，綾瀨具備了此種安定的演技力。彷彿已經演了『花咲』這人物100年了那樣的自然」。
- 關於榮倉奈奈：「從角色的高中生時代，詮釋到出社會的成人階段，完全沒有違和感，轉換亦自然。下跪時的悲傷、不甘心情緒，以及和同窗及好友融洽互動等，流露出豐富及有魅力的表情。」
- 關於窪田正孝：「劇中掛念著青梅竹馬時的悲傷情緒等，一個個神情都緊抓住人心。」
- 關於滿島光：「兼具壓倒性的存在感和可愛感，且能同時精彩的詮釋無厘頭的暴怒和害羞的部分。與《年輕人們2014》中的角色更有著極大差距，兩種迥異的路線都甚是精采。」
- 關於編劇宮藤官九郎：「不斷出現讓人忍不住又哭又笑的臺詞和感動橋段。從每個角色到融合當地特色等充滿愛的描繪，交織出屬於宮藤的世界」。
- 關於導演塚原亞由子等人：「過去和現在交錯，時間的經過明白易懂，這樣的電視劇世界觀引人入勝」、「島、東京、夕陽的場景都給人深刻的印象」。

## 外部連結
- 第83回日劇學院賞